# Бурдуковы
Бурдуковы — древний дворянский род.
Официально записаны в VI часть дворянской родословной книги две ветви:
1. Потомство Осипа Степановича Бурдукова, вёрстанного поместьем (1622) (по Московской[1] и Костромской губерниям);
2. Потомство Ивана Елизаровича Бурдукова, испомещенного в Мещовском уезде (1626) (по Тульской и Курской губерниям).

## Происхождение и история рода
В Родословной книге князя М.А. Оболенского записано, что род Бурдуковы происходит от рода Кутузовых. В родословной росписи Кутузовых записано, что у Якова (меньшого) Александровича были дети: два Федора, оба Хорхоры, да Яков Бурдук, от которого были сыновья: Андрей Дурной, Сусло, Семён да Яков, которые служили в Калуге.
В походе великокняжеских войск на Устюг и Казань упоминается Андрей Бурдук (1468). От него ли происходят Бурдуковы или нет, неизвестно.
Восемь представителей рода владели населёнными имениями (1699).

## Описание герба
Щит, имеющий голубое и красное поля, диагонально разделён к левому нижнему углу золотой волнистой полосой, через которую положен золотой змий с красной на полосе спиной, обращённый к сияющему в левом верхнем углу солнцу.
Щит увенчан дворянскими шлемом и короной. Нашлемник: павлиньи перья. Намёт на щите голубой и красный, подложенный золотом. Герб рода Бурдуковых внесён в Часть 7 Общего гербовника дворянских родов Всероссийской империи, стр. 84.

## Известные представители
- Бурдуков Павел Сунгурович — стряпчий (1680-1692).
- Бурдуков Калина Нарбекович — московский дворянин (1692).
- Бурдуков Логин Дмитриевич — стряпчий (1692)[6].